# Karl Friedrich II, Công tước xứ Württemberg-Oels
Karl Friedrich II của Württemberg-Oels (7 tháng 2 năm 1690 tại Merseburg – 14 tháng 12 năm 1761 tại Oleśnica) là công tước cai trị xứ Oels-Württemberg và nhiếp chính của Công quốc Württemberg.